# 디프 (1977년 영화)
《디프》(영어: The Deep)는 영국과 미국에서 제작된 피터 예이츠 감독의 1977년 미스터리 모험 스릴러 영화이다. 로버트 쇼 등이 출연하였고, 피터 구버 등이 제작에 참여하였다.

## 출연진
- 로버트 쇼
- 재클린 비싯
- 닉 놀티
- 루이스 고싯 주니어
- 일라이 월럭
- 딕 앤서니 윌리엄스
- 로버트 테시에이

## 기타 제작진
- 협력 제작: 조지 저스틴
- 배역: 제인 파인버그, 마이크 펜턴
- 미술: 토니 마스터스
- 세트: 버넌 딕슨
- 의상: 론 톨스키